# ケルン爆撃

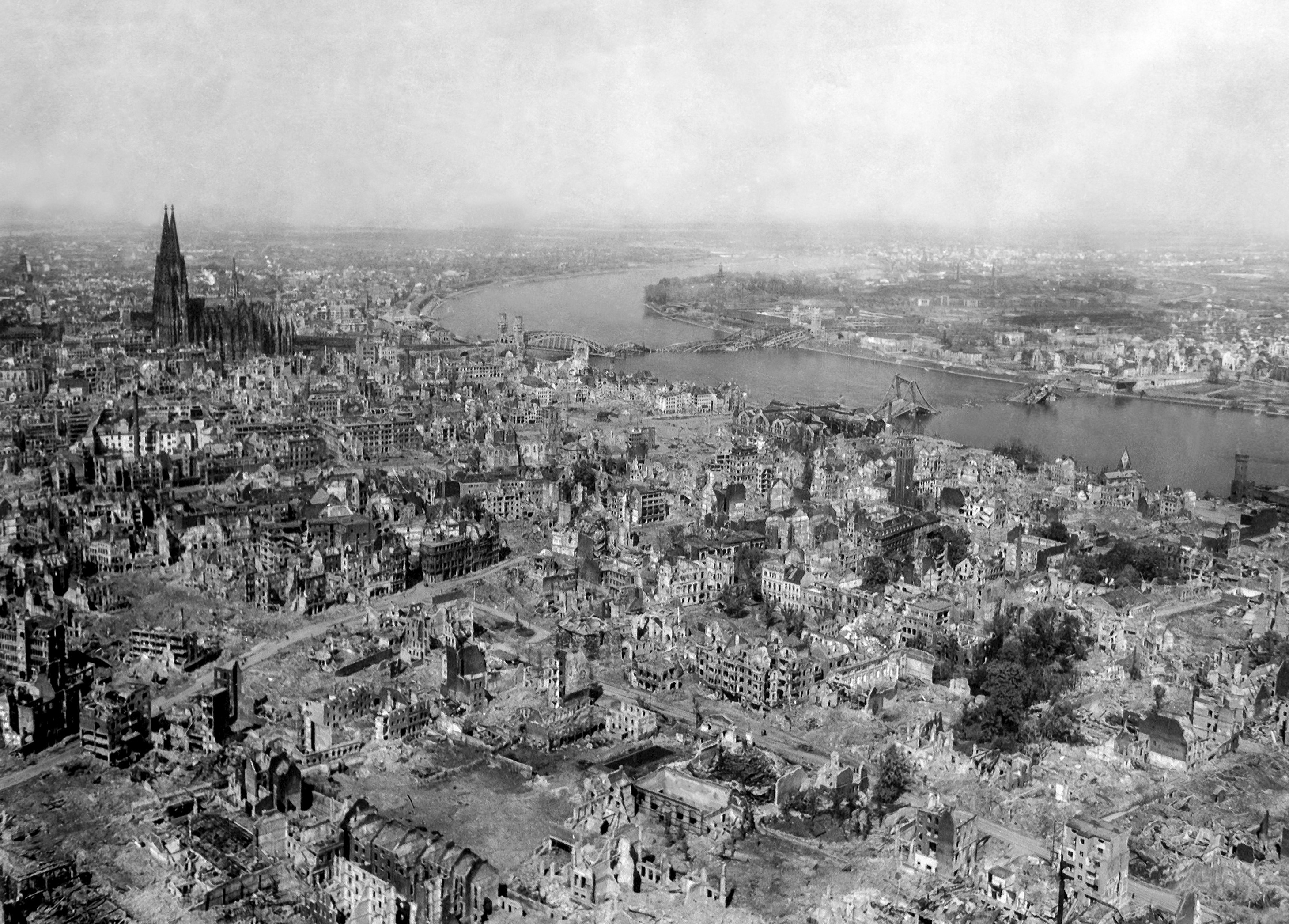
1945年のケルン

ドイツのケルン市は、 第二次世界大戦中に262回にも渡る連合国の空襲を受けたが、そのほぼすべてはイギリス空軍（RAF）によるものであった。他にアメリカ陸軍航空軍が誘導ミサイルの捕捉試験を1回実施しているが、これは失敗している。イギリス空軍が投下した爆弾の総量は合計34,711トンにも及び、市民20,000人が死亡したほか、ケルン市街はほぼ壊滅状態となった。 
イギリスの爆撃機が頭上を通過したとして、1940年の冬から春にかけて空襲警報が出されていたが、初の爆撃は1940年5月12日のことであった。1942年5月30日夜から31日未明にかけて行われた空襲は、史上初の爆撃機1,000機による大空襲であった。 

## 史上初の爆撃機1,000機による空襲

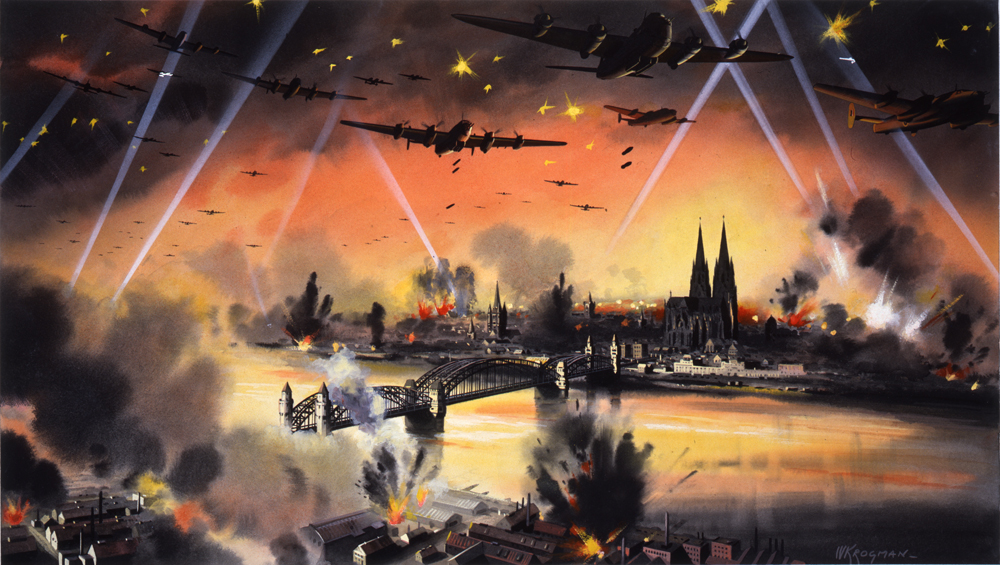
イギリスで公式に発表されたケルン空襲の想像図。街のシンボルでもあるケルン大聖堂が描かれている。ケルン大聖堂は度重なる空襲にも堪え、戦争を生き延びた。

史上初の爆撃機1,000機による空襲は1942年5月30日から31日にかけての夜に行われた。イギリス空軍がミレニアム作戦 (Operation Millennium) と呼んだこの大空襲の主目的は、以下の2つであった。 
- 大空襲による破壊によりドイツに継戦を諦めさせるか、少なくともドイツの士気を大いに損なうこと[4]。
- 空軍爆撃機軍団が戦争への勝利に重要な貢献ができることを示すこと。これは特に空軍爆撃機軍団司令官であったアーサー・ハリスにとって、戦略爆撃の概念を戦時内閣に認めさせるために有用なプロパガンダであった。実際、1941年には爆撃精度のあまりの低さから、爆撃機軍団は部隊を分割し、たとえば大西洋の戦いなど緊急性の高い戦域に回される有様であった。

この時点で空軍爆撃機軍団には約400機しか配備されておらず、戦前の双発中爆撃機からハンドレページ ハリファックスやアブロ ランカスターといったより効率的な4発重爆撃機への機種転換の途上であった。ハリスは作戦訓練部隊 (Operational Training Unit; OTU) の爆撃機と兵員を動員し、空軍沿岸コマンドと空軍訓練コマンドから250機をかき集めることで1,000機の爆撃機隊を編成することができた。しかし、イギリス海軍は空襲直前になって沿岸コマンド所属機の参加を許可しなかった。海軍本部は、大西洋の戦いにおいてUボートの危険は差し迫っており、プロパガンダという理由は部隊を引き抜くには弱すぎると判断したのである。ハリスは方々を駆け回り、飛行訓練生を教官と一緒に搭乗させることで49機以上の爆撃機を確保し、最終的に1,047機を空襲に参加させた。これはそれまでの空襲の2.5倍の参加機数である。うち58機はポーランド人の部隊から参加した。爆撃機に加えて、地上攻撃のために113機の戦闘機が随伴し、ドイツの夜間戦闘機飛行場を攻撃した。 
もともとハリスはケルンではなくハンブルクを第一目標としていたが、ハンブルクの天候が悪く選択肢とならなかった。イギリス空軍爆爆撃機軍団のオペレーションズ・リサーチ部門長であったバジル・ディキンズ博士は、ジーによる航法支援圏内にあるケルンを選ぶよう勧め、ハリスはこれを受け入れた。 

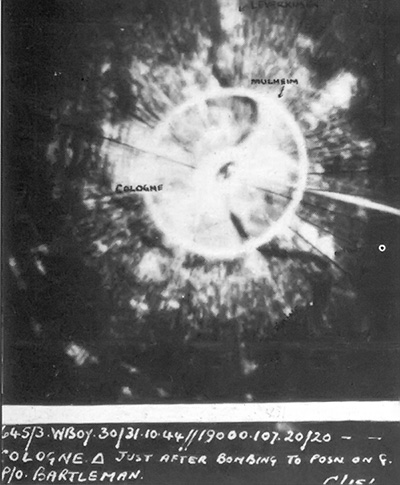
1944年10月30/31日のケルン空襲における爆撃機のH2Sレーダー画像。欄外に攻撃後に注釈がつけられている。

ボマー・ストリーム戦術が使用されたのもこのときが初めてで、この空襲で採用された戦術のほとんどはその後2年間に渡って空襲作戦の基礎戦術であり続けた。また、一部の戦術は終戦まで使用され続けた。ボマー・ストリーム戦術はいわゆる飽和攻撃であり、カムフーバー・ラインを同時に多数の爆撃機で通過することによってドイツの地上要撃管制を圧倒し、ドイツ夜間戦闘機に撃墜される爆撃機の数を許容できる程度に抑えることを期待するものであった。当時の最先端技術の一つであった電波航法支援システム ジーにより、爆撃機は決められた経路を決められた時間と高度で飛行することができた。イギリス空軍の夜間爆撃作戦は過去数か月に渡って実施されていたが、その経験から敵の夜間戦闘機や高射砲による損失機数、空中衝突による損失機数を統計的に推定することができた。前者を最小化するには、密集陣形が有効であった。防空にあたるドイツ夜間戦闘機の管制員が迎撃指示を出せるのは1時間あたり最大6目標程度であり、高射砲手も同時に多数の標的に集中砲火を浴びせることはできなかったからである。戦争初期において、許容可能な作戦時間は4時間程度と考えられており、この空襲では90分間ですべての爆撃機がケルン上空を航過して爆撃を行った。最初の爆撃機は5月31日0時47分にケルン上空に到着した。ごく短時間に濃密な爆撃を行うことにより、ドイツ空軍がロンドン大空襲で行ったようにケルンの消防隊を圧倒して被害を拡大させる効果があると考えられた。 

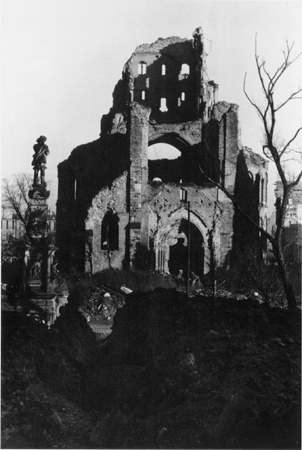
ヘルマン・クラーセンが撮影したケルン旧市場の聖マルティン協会。廃墟と化している。

空襲では、主目標に868機、その他の目標に15機が投入された。投下された爆弾の総重量は1,455トンに上り、その3分の2が焼夷弾であった。これにより2,500件の火災が発生、うちドイツの消防隊が「大火災」と分類したものが1,700件であった。消防士の消火活動や通りの幅のおかげもあって火災旋風の発生こそ防がれたが、それでもなお被害の大半は爆風ではなく火災によるものであった。非居住用建物は合計12,840棟が被害を受け、そのうち3,330棟が全焼、2,090棟が深刻な被害を受け、被害が軽いものは7,420棟に及んだ。そのうち、商工業施設2,560棟であった。全焼した建物には、行政官庁7棟、公共施設14棟、銀行7棟、病院9棟、教会17棟、学校16棟、大学施設4棟、郵便および鉄道施設10棟、歴史的建造物10棟、新聞社2棟、 ホテル4棟、映画館2棟、デパート6棟が含まれていた。軍事施設のうち損害を受けたのは高射兵舎1つだけであった。民家を中心とした居住用建物への被害はさらに大きく、全焼13,010棟、深刻な被害を受けたものが6,360棟、被害が軽いものに至っては22,270棟に上った。ヘルマン・クラーセンは空襲によりケルンが荒廃する様子を1942年から終戦に至るまで記録し、1947年に「劫火の中に歌う　ケルン - 古都の廃墟（Singing in the furnace. Cologne – Remains of an old city.）」と題する展覧会と書籍で発表した。 
この空襲におけるイギリス空軍の損失機数は43機であった（一方、ドイツのプロパガンダ放送では44機撃墜を主張していた）。これは空襲に参加した1,103機の爆撃機のうち3.9％にあたる。ケルンまたはその近郊で22機が撃墜され、うち16機は高射砲、4機は夜間戦闘機、2機は衝突で墜落した。このほか2機のブリストル ブレニム軽爆撃機が夜間戦闘機飛行場の攻撃の際に撃墜された。他の乗員を爆撃機から脱出させるため犠牲になった飛行士官レスリー・トーマス・マンサーにヴィクトリア十字章が追贈された。 
|                  | 機種および機数                                                              | 合計機数 |
| ---------------- | --------------------------------------------------------------------------- | -------- |
| 第1航空団        | ウェリントン中爆撃機156機                                                   | 156機    |
| 第3航空団        | ウェリントン中爆撃機134機 スターリング重爆撃機88機                          | 222機    |
| 第4航空団        | ハリファックス重爆撃機131機 ウェリントン中爆撃機9機 ホイットレイ中爆撃機7機 | 147機    |
| 第5航空団        | ランカスター重爆撃機73機 マンチェスター中爆撃機46機 ハンプデン中爆撃機34機  | 153機    |
| 第91作戦訓練部隊 | ウェリントン中爆撃機236機 ホイットレイ中爆撃機21機                          | 257機    |
| 第92作戦訓練部隊 | ウェリントン中爆撃機63機 ハンプデン中爆撃機45機                             | 108機    |
| 飛行訓練コマンド | ウェリントン中爆撃機4機                                                     | 4機      |

## 爆撃
| 日付                 | 参加部隊           | 備考 |
| -------------------- | ------------------ | --- |
| 1940年5月17/18日     | イギリス空軍       | ウェリントン中爆撃機6機で鉄道ヤードを空襲。 |
| 1942年2月13/14日     | イギリス空軍       | 39機で空襲を行ったが、雲海の中で氷粒に襲われ、戦果はわずかであった。 |
| 1942年3月13/14日     | イギリス空軍       | 135機で空襲を行い、ドイツ側は62名死亡、少なくとも84名が負傷した。火災が237件発生し、イギリス空軍はそれまでの空襲の5倍は効果があったと判断した。GEEによる誘導を利用した初の空襲とされる。イギリス空軍はアブロ マンチェスター爆撃機1機を喪失した。 |
| 1942年4月5/6日       | イギリス空軍       | 263機が参加。 |
| 1942年4月22/23日     | イギリス空軍       | 69機が参加。 |
| 1942年4月27/28日     | イギリス空軍       | 97機が参加。 |
| 1942年5月30/31日     | イギリス空軍       | 初の1,000機規模での爆撃。1,047機が参加し、868機が爆弾を投下した。搭載兵器の総量は3,000トン以上にも及んだ。 |
| 1942年5月31日        | イギリス空軍       | イギリス空軍第105飛行隊のデ・ハビランド モスキート5機が写真偵察を実施。 |
| 1942年5月31日/6月1日 | イギリス空軍       | 2機が参加したが曇天のため爆撃は実施せず。全機帰還。 |
| 1942年6月1日         | イギリス空軍       | モスキート2機が参加、擾乱攻撃および陽動奇襲を実施。 |
| 1942年7月26日        | イギリス空軍       | モスキート3機が参加、擾乱攻撃を実施。 |
| 1942年8月10日        | イギリス空軍       | モスキート1機が参加、擾乱攻撃および爆撃を実施して帰還。 |
| 1942年8月25日        | イギリス空軍       | モスキート4機がドイツ上空に擾乱攻撃を実施。うち1機がケルンを爆撃。他3機もそれぞれ目標に爆撃を行った。1機喪失。 |
| 1942年9月2日         | イギリス空軍       | モスキート1機が擾乱攻撃および爆撃を実施して帰還。 |
| 1942年9月2日         | イギリス空軍       | モスキート2機が曇天を衝いて擾乱攻撃および爆撃を実施。全機帰還。 |
| 1942年9月7日         | イギリス空軍       | モスキート1機が曇天を衝いて擾乱攻撃および爆撃を実施して帰還。地上の被害は報告されていない。 |
| 1942年10月15/16日    | イギリス空軍       | 289機が参加。 |
| 1943年1月22/23日     | イギリス空軍       | 爆撃用電波航法システム「オーボエ」を使用した初のケルン空襲。モスキート2機が参加し、民家55棟を破壊。死者5名、負傷者22名。電波航法により、悪天候であっても少数の爆撃機で100機編隊よりも大きな戦果が挙げられることを実証した。 |
| 1943年2月2/3日       | イギリス空軍       | 161機が参加。 |
| 1943年2月14/15日     | イギリス空軍       | 243機が参加。 |
| 1943年2月25/26日     | イギリス空軍       | モスキート6機がルール地方に陽動奇襲を実施（主目標はニュルンベルク）。ケルンでは死者13名。 |
| 1943年2月26/27日     | イギリス空軍       | 427機が参加。 |
| 1943年5月            | イギリス空軍       | [ 12 ] |
| 1943年6月11/12日     | イギリス空軍       | モスキート1機が陽動奇襲を実施（主目標はデュッセルドルフ）。 |
| 1943年6月13/14日     | イギリス空軍       | モスキート2機が参加。擾乱攻撃の一環でケルンを爆撃。 |
| 1943年6月16/17日     | イギリス空軍       | 212機が参加。 |
| 1943年6月17/18日     | イギリス空軍       | モスキート2機が参加。擾乱攻撃の一環でケルンを爆撃。 |
| 1943年6月19/20日     | イギリス空軍       | モスキート6機がケルン、デュイスブルクおよびデュッセルドルフに陽動奇襲を実施（主目標はル・クルーゾ）。 |
| 1943年6月22/23日     | イギリス空軍       | モスキート4機が参加、陽動奇襲を実施（主目標はミュールハイム）。 |
| 1943年6月23/24日     | イギリス空軍       | モスキート3機が参加、擾乱攻撃を実施。 |
| 1943年6月28/29日     | イギリス空軍       | 608機が参加。 |
| 1943年7月2/3日       | イギリス空軍       | モスキート3機が参加、擾乱攻撃を実施。 |
| 1943年7月3/4日       | イギリス空軍       | 653機が参加。ライン川東岸の工業地帯を空襲。ドイツ側はヴィルデ・ザウ戦法を初適用し、新設された第300戦闘航空団の単発戦闘機をもって迎撃した。サーチライトおよび爆撃火災で照らされた爆撃機を上空から攻撃して12機を撃墜したが、高射砲部隊との手柄争いが起きた。高射砲による同士討ちを避けるため、戦闘機隊は事前に取り決めた高度以上に留まらなければならず、劇的な戦果とはならなかった。 |
| 1943年7月5/6日       | イギリス空軍       | モスキート4機が参加、擾乱攻撃を実施。 |
| 1943年7月6/7日       | イギリス空軍       | モスキート4機が参加、擾乱攻撃を実施。 |
| 1943年7月7/8日       | イギリス空軍       | モスキート4機が参加、擾乱攻撃を実施。 |
| 1943年7月8/9日       | イギリス空軍       | 288機が参加。 |
| 1943年7月13/14日     | イギリス空軍       | モスキート2機が参加、陽動奇襲を実施し目標指示弾を投下した（主目標はアーヘン）。 |
| 1943年7月25/26日     | イギリス空軍       | モスキート3機が参加、陽動奇襲を実施（主目標はエッセン）。 |
| 1943年8月4/5日       | イギリス空軍       | モスキート5機が参加。曇天を衝いてケルンおよびデュイスブルクを空襲。 |
| 1943年8月4/5日       | イギリス空軍       | モスキート5機が参加。曇天を衝いてケルンおよびデュイスブルクに夜間単回爆撃を実施。全機帰還。 |
| 1943年8月6/7日       | イギリス空軍       | モスキート8機が参加、ケルンおよびデュイスブルクに夜間単回爆撃を実施。全機帰還。 |
| 1943年8月7/8日       | イギリス空軍       | モスキート4機が参加、擾乱攻撃を実施。 |
| 1943年8月11/12日     | イギリス空軍       | モスキート8機が参加、擾乱攻撃を実施。 |
| 1943年8月29/30日     | イギリス空軍       | オーボエ装備のモスキート4機がケルン、別の4機がデュイスブルクに擾乱攻撃を実施。1機喪失。 |
| 1943年9月1日         | イギリス空軍       | モスキート8機が参加、目標はケルンおよびデュイスブルク。全機帰還。 |
| 1943年9月4/5日       | イギリス空軍       | モスキート8機が参加、目標はケルンおよびデュイスブルク。全機帰還。 |
| 1043年9月13/14日     | イギリス空軍       | オーボエ装備のモスキート5機がケルン、別の5機がデュイスブルクに擾乱攻撃を実施。1機喪失。 |
| 1943年9月18/19日     | イギリス空軍       | モスキート5機が参加、擾乱攻撃を実施し全機帰還。 |
| 1943年9月24/25日     | イギリス空軍       | モスキート8機が参加、ケルンおよびデュッセルドルフに擾乱攻撃を実施し全機帰還。 |
| 1943年9月26/27日     | イギリス空軍       | モスキート4機が参加、擾乱攻撃を実施し全機帰還。 |
| 1943年9月26/27日     | イギリス空軍       | モスキート8機が参加、ケルンおよびゲルゼンキルヒェンに擾乱攻撃を実施。夜間、戦闘機の護衛なしで爆撃機のみでの作戦であったが、全機帰還。 |
| 1943年10月2/3日      | イギリス空軍       | モスキート8機が参加、ケルンおよびゲルゼンキルヒェンに陽動奇襲を実施。主目標はミュンヘンであり、ケルンおよびゲルゼンキルヒェンに向かった機には損害なし。 |
| 1943年10月3/4日      | イギリス空軍       | オーボエ装備のモスキート12機がケルン近郊クナザックの発電所を爆撃。全機帰還。 |
| 1943年10月13/14日    | イギリス空軍       | モスキート4機が参加、擾乱攻撃を実施し全機帰還。 |
| 1943年10月20/21日    | イギリス空軍       | モスキート28機が参加。ベルリン、ケルン、ブラウヴァイラーおよびエムデンを空襲。2機喪失。夜間爆撃の主目標はライプツィヒであった。 |
| 1943年10月22日       | アメリカ陸軍航空隊 | 第8爆撃軍団ミッション163。B-17 1機が2000ポンド爆弾2発と閃光弾を投下。死傷者なし。 |
| 1944年1月1/2日       | イギリス空軍       | モスキート1機が参加、主目標ベルリンに対する陽動奇襲およびケルンへの擾乱攻撃を実施し帰還。主目標はベルリン。 |
| 1944年1月4/5日       | イギリス空軍       | モスキート2機が参加、擾乱攻撃を実施し全機帰還。 |
| 1944年2月2/3日       | イギリス空軍       | モスキート3機が参加、擾乱攻撃を実施し全機帰還。 |
| 1944年3月16/17日     | イギリス空軍       | モスキート8機が参加、主目標アミアンに対する陽動奇襲およびケルンへの擾乱攻撃を実施し、全機帰還。 |
| 1944年3月17/18日     | イギリス空軍       | モスキート28機が参加し、ケルンを爆撃。全機帰還。 |
| 1944年3月21/22日     | イギリス空軍       | モスキート27機が参加し、ケルンを爆撃。全機帰還。 |
| 1944年3月29/30日     | イギリス空軍       | モスキート4機が参加し、主目標ベール、パリ近郊、リヨンに対する陽動奇襲およびケルンへの擾乱攻撃を実施、全機帰還。 |
| 1944年3月29/30日     | イギリス空軍       | モスキート34機が参加し、アーヘン、ケルン、ケッセルへの陽動を行い全機帰還。一方、同日実施のニュルンベルク空襲では爆撃機隊が大戦を通じて最大の損耗を受けた。 |
| 1944年4月            | アメリカ陸軍航空隊 | 第303爆撃群が参加。GB-1滑空爆弾を投下しようとしたが失敗した |
| 1944年7月18/19日     | イギリス空軍       | モスキート6機が参加、ヴェッセリンクおよびゲルゼンキルヒェン＝ブーアの合成石油工場、 ウルノワおよびルヴィニーの鉄道施設、アクエのV1発射場を爆撃した。 |
| 1944年10月14日       | アメリカ陸軍航空隊 | 第8爆撃軍団ミッション677。ハリケーン作戦の一環で、嚮導機隊がゲレオン、グレンベルクおよびアイフェルトーの操車場の他ケルンから35km離れたオイスキルヒェンを攻撃した。 |
| 1944年10月15日       |                    | 第486爆撃群が参加。 |
| 1944年10月17日       | アメリカ陸軍航空隊 | 第8空軍ミッション681。爆撃機1,338機および戦闘機811機の大編隊による空襲。B-17 465機がアイフェルトーおよびグレンベルクの操車場を、別のB-17 453機がゲレオンおよびカルクの操車場を爆撃した。 |
| 1945年2月12/13日     | イギリス空軍       | モスキート3機が参加。H2Sレーダーの試験を行い、全機帰還。 |
| 1945年3月2日         | イギリス空軍       | イギリス空軍による最後のケルン空襲。2波858機が参加。第2波では参加155機中15機のみ爆弾を投下した。好天の中 日中爆撃を行い、「戦果大」であった |
| 1945年3月2日         | アメリカ陸軍航空隊 | B-17 1機が参加。 |
| 1945年3月5日         |                    | アメリカ陸軍航空隊第9戦術航空団の戦闘機がケルンおよびボン一帯にチラシを撒布した。 |
| 1945年3月6日         |                    | アメリカ軍地上部隊がケルンを占領。 |

## 関連書籍
- Sebald, W. G. (2003) [1999], On the Natural History of Destruction
- Bishop, Chris (2005), The Military Atlas of World War II, Amber Books, p. 30, ISBN 1-904687-43-1
- “Bomber Command Campaign Diary”, Royal Air Force Bomber Command 60th Anniversary (RAF), (6 April 2005),  オリジナルの6 July 2007時点におけるアーカイブ。